# John Billingsley
John Billingsley, född 20 maj 1960 i Media, Pennsylvania, är en amerikansk skådespelare som spelade Dr. Phlox i serien Star Trek: Enterprise. Han har även spelat i Arkiv X, Prison Break, Vit oleander, The West Wing, High Crimes och Twin Peaks. Billingsley bor i Los Angeles med sin fru Bonita Friedericy. 